# Futabayama Sadaji
Futabayama Sadaji (Japanisch 双葉山 定次; * 9. Februar 1912 in Usa, Präfektur Ōita als Akiyoshi Sadaji (龝吉 定次); † 16. Dezember 1968) war ein japanischer Sumōringer und der 35. Yokozuna.
Futabayamas Aufstieg war teils kurios: Da Mitte der 1930er Jahre eine Gruppe von Sumōkämpfern streikte, beförderte der Sumōverband einige Kämpfer aus den unteren Rängen in deren Positionen. Futabayama nutzte seine Chance und zeigte schnell, was in ihm steckte. 1936 begann eine eindrucksvolle Siegesserie von 69 Siegen in Folge, die sich über drei Jahre erstreckte und bis heute Rekord ist. Seine Beförderung zum Yokozuna erhielt Futabayama 1937. Insgesamt kam der 1,79 m große und 130 kg schwere Futabayama auf zwölf Turniersiege. Nach seiner aktiven Laufbahn wurde bekannt, dass Futabayama schon während seiner Ringerzeit auf einem Auge blind gewesen war.
Noch während seiner Karriere gründete er seinen eigenen Sumōstall, das Futabayama-beya, was gewöhnlicherweise nicht gestattet ist. Mit seinem Rücktritt kurz nach der Kapitulation Japans 1945 beendete er seine aktive Sportlerlaufbahn und trat als Tokitsukaze Oyakata dem Verband bei. Sein Heya benannte er entsprechend um. Ihm entsprang u. a. der 42. Yokozuna Kagamisato. 1957 wurde er Vorsitzender des Sumōverbandes, was er bis zu seinem Tod 1968 blieb. In dieser Zeit wurde unter ihm einige Neuerungen eingeführt, darunter für Rikishi (Sumōkämpfer) ab der Jūryō-Division feste Gehälter, Altersbegrenzungen bei Schiedsrichtern, die Einführung einer Sumō-Schule und die Steigerung der Anzahl von Turnieren von vier auf sechs pro Jahr.